# Баїв
Баї́в — село в Україні, у Луцькому районі Волинської області. Входить до складу Боратинської сільської громади. Населення становить 659 осіб.

## Географія
На південь від села розташований гідрологічний заказник місцевого значення Чорногузка, створений з метою охорони екосистеми однойменної річки.

## Історія
Баїв уперше згадується 1545 року. Походження назви пов'язують з іменем ватажка монголо-татарського війська Бая, похованого на пагорбі біля села. За іншою версією назва села походить від «баяти» — розповідати легенди, перекази, небилиці.
У 1545 році село перебувало у власності братів Баєвських. Потім — Василя Гулевича. В XVI ст. тут закладено дерев'яну церкву Святих Кузьми і Дем'яна.
За Речі Посполитої село вважалося доволі заможним. Під час національно-визвольної війни, в жовтні 1648 року, в Баєві спалили шляхетські садиби.
У середині XIX ст. Баїв був одним з найрозвиненіших населених пунктів поблизу Луцька. Тут був фільварок, корчма, діяло два млини. В 1875 році замість старої церкви в Баєві побудували Свято-Успенську церкву. Церква вирізняється тим, що збудована без використання цвяхів.
У 1906 році стало селом Лаврівської волості Луцького повіту Волинської губернії. За тодішніми даними, відстань від повітового міста (Луцька) складала 7 верст, від волості — 6. Дворів — 65, мешканців — 169.
Під час німецько-радянської війни, в квітні-грудні 1943 року, німці вбили деяких жителів Баєва. У червні того ж року українські повстанці зруйнували німецькі фільварки в Баєві. Поляки, що жили у селі, вибралися до Луцька. 7 липня, на Івана Купала, розпочалась німецько-польська каральна операція. Німці спалили Баїв, проте життя багатьом людям врятував густий туман. Загалом згоріло понад 100 хат. Наступне спалення відбулося 11 грудня 1943 року, тоді загинули понад 100 людей. Попри все дерев'яна церква вціліла.
До 5 липня 2017 року — адміністративний центр Баївської сільської ради Луцького району Волинської області.
У 2015 році в Баєві відкрито єдиний на Волині музей бджільництва, біля якого розташований пам'ятник бджолі.
12 червня 2020 року, відповідно до розпорядження Кабінету Міністрів України № 708-р «Про визначення адміністративних центрів та затвердження територій територіальних громад Волинської області», село увійшло у склад Боратинської сільської громади.
19 липня 2020 року, в результаті адміністративно-територіальної реформи та ліквідації  Луцького району, село увійшло до складу новоутвореного Луцького району.

## Населення
Згідно з переписом УРСР 1989 року чисельність наявного населення села становила 617 осіб, з яких 279 чоловіків та 338 жінок.
За переписом населення України 2001 року в селі мешкало 657 осіб.

### Мова
Розподіл населення за рідною мовою за даними перепису 2001 року:
| Мова       | Відсоток |
| ---------- | -------- |
| українська | 98,79 %  |
| російська  | 1,21 %   |

## Археологічні пам'ятки
- На території села у 1939 р. випадково відкрито скорчене поховання культури лінійно-стрічкової кераміки (5700-4900 роки до н. е.). Біля кістяка знаходилась глиняна амфора і кам'яна сокира.
- На околиці села — випадкова знахідка у 1966 р. глиняної амфори волино-люблінської культури.
- На північній околиці села, на верхній частині високого схилу тераси, на якій знаходиться сільський цвинтар — ґрунтовий могильник вельбарської культури (бл. 100—400 роки н. е.). Він у значній мірі пошкоджений земляними роботами. Пам'ятка випадково виявлена вчителем місцевої школи. У 1985 р. тут провів дослідження Д. Козак. На площі 420 м² виявлено частково зруйновані поховання з тілоспаленням в урнах і одне тілопокладання. Перші три супроводжувалися поховальним інвентарем, серед якого знайдену золоту підвіску у вигляді латинської літери S з філігранними кінцями. Біля тілопокладення виявлено кераміку і залізну фібулу так званої підв'язної конструкції. Поховання датуються ІІ-ІІІ ст. н. е.
- На східній околиці села — могильник вельбарської культури IV ст. н. е. Досліджувався у 1964—1965 рр. В.Петровим і А.Каліщуком. Виявлено 13 тілопокладних і 19 кремаційних захоронень. У складі поховального інвентаря наявні фібули, пряжки, посуд, підвіска з монети імператора Адріана ІІІ ст. н. е. Участь у розкопках брав і М.Щукін.
- За 1 км на схід від села, на лівому березі річки Чорногузка, у місці, де проходить меліоративний канал, — багатошарове поселення тшинецько-комарівської (бл. 1600—1200 роки до н. е.), вельбарської культур (бл. 100—400 роки н. е.) та давньоруського періоду.
- За 2 км на південь від села, в урочищі Панське, на правому березі річки Чорногузка — багатошарове поселення доби неоліту, бронзи, ранньозалізної доби і давньоруського часу ХІІ-ХІІІ ст. Відкрите Г.Охріменком. Досліджувалося під його керівництвом у 2008 р.
- На східній околиці села, на південь від дороги Луцьк-Цеперів, на схилі лівого берега річки Чорногузки — двошарове поселення тшинецько-комарівської культури епохи бронзи і давньоруського часу ХІІ-ХІІІ ст.
- За 1,5 км на схід від села, на мисоподібному виступі лівого берега річки Чорногузки, за 1 км на південь від дороги, яка веде у село Цеперів — двошарове поселення вельбарської культури і давньоруського часу ХІІ-ХІІІ ст.[14]

## Відомі люди
- Гураль Лук'ян Єрофійович — районний провідник ОУН Торчинського району.
- Ковальський Микола Миколайович — член Української Центральної Ради.
- Анна Луцюк — письменниця.

## Галерея

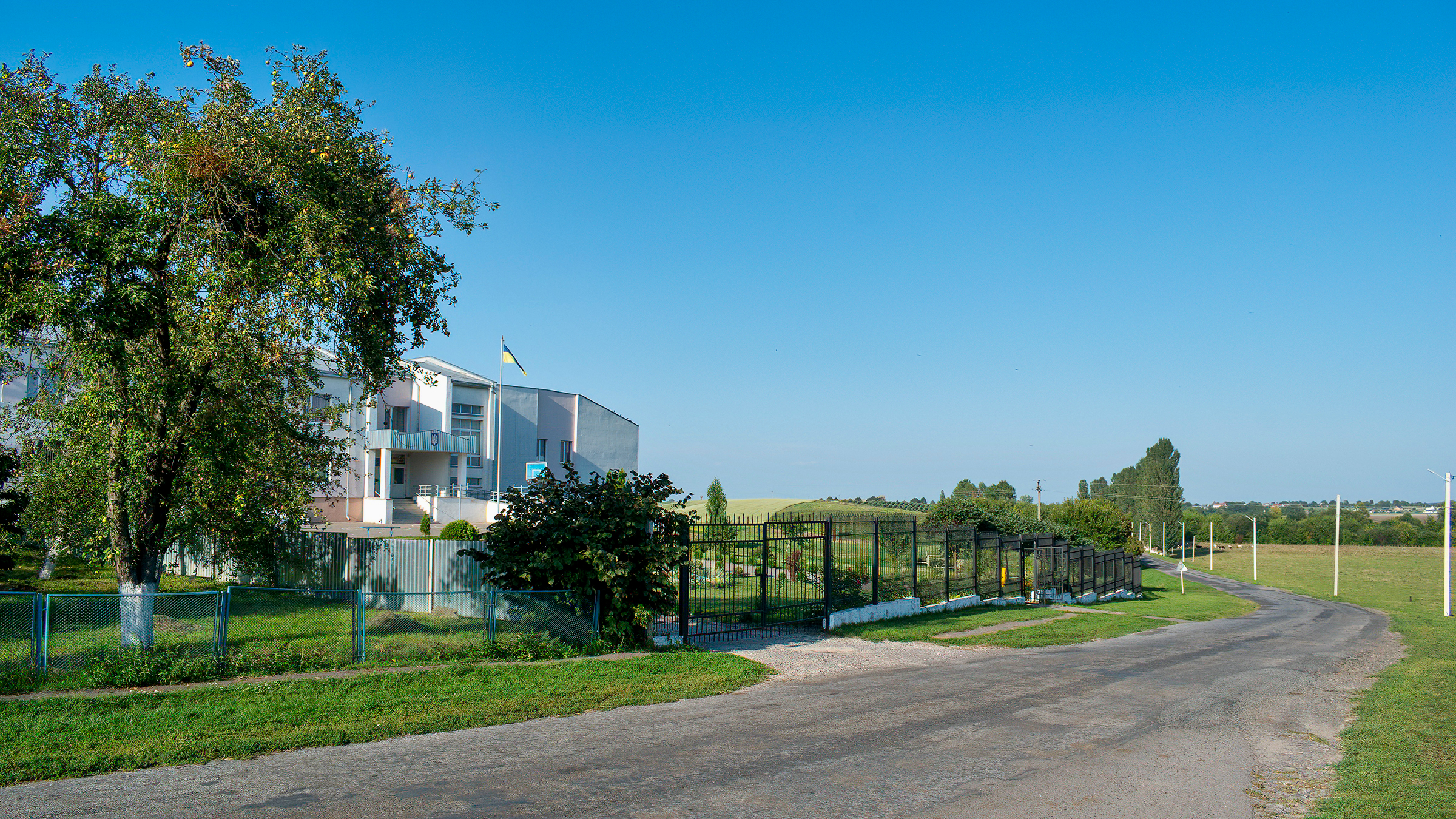
Вулиця та школа в Баєві
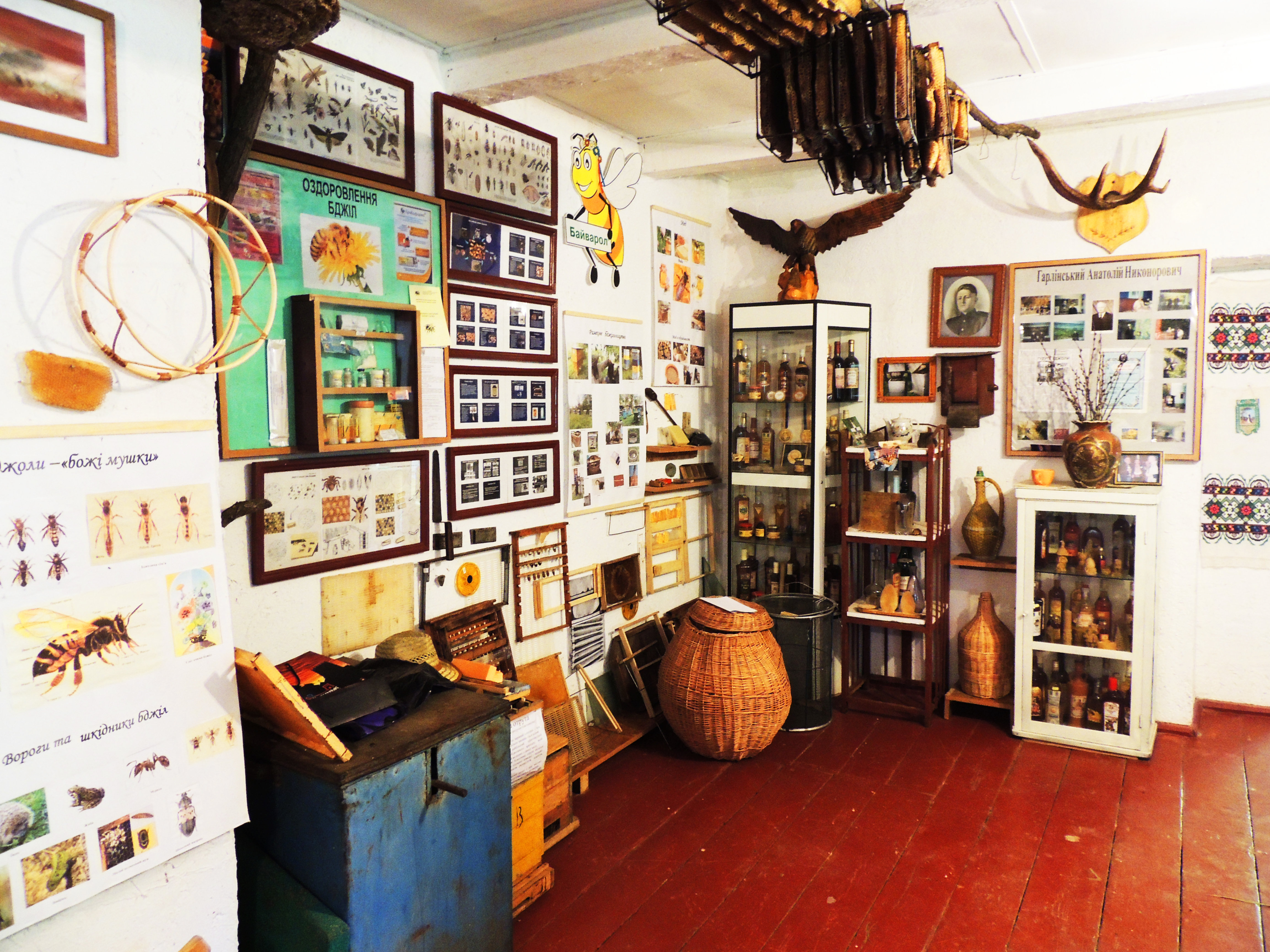
Музей
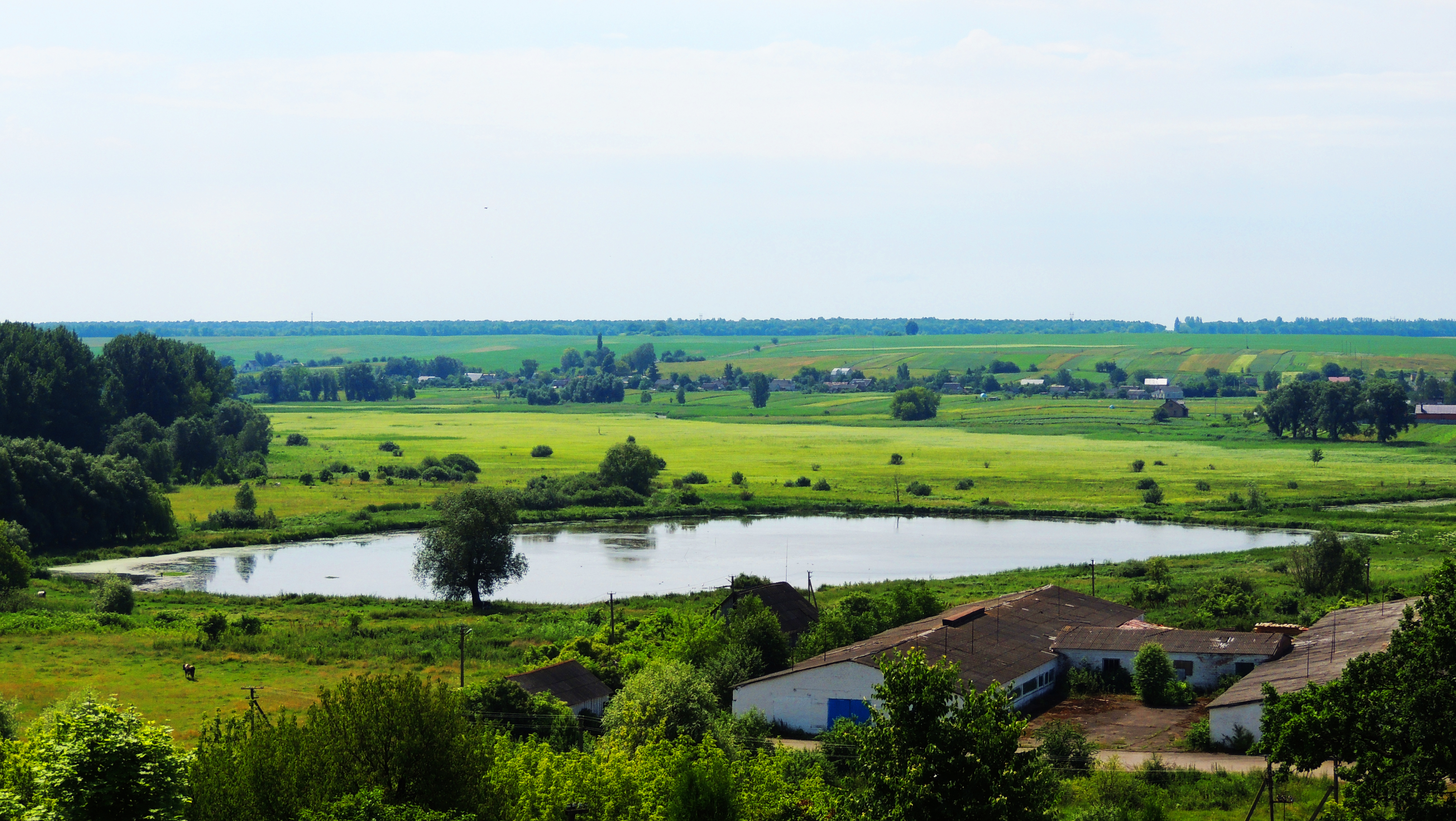
Озеро
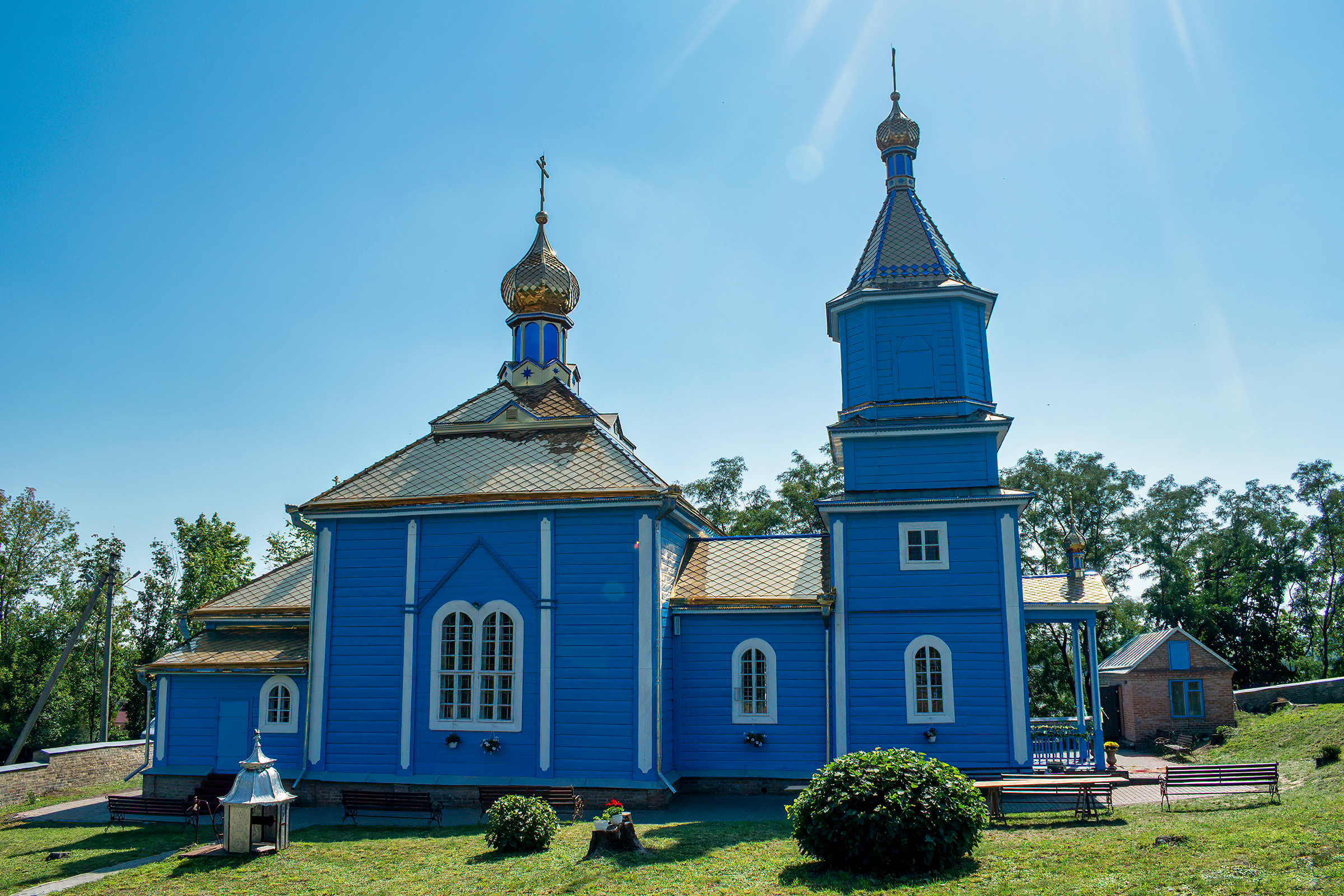
Церква
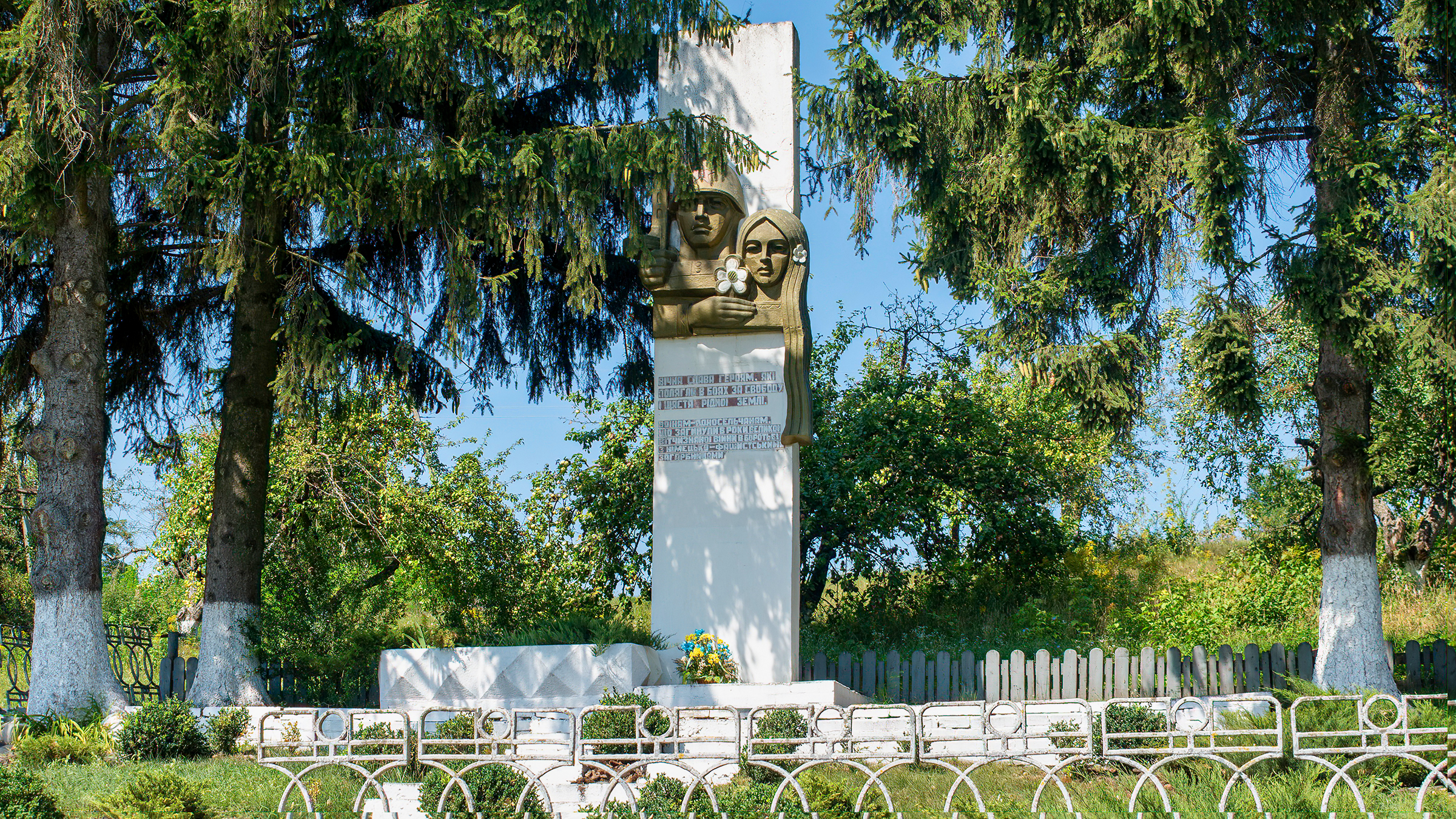
Монумент воїнам із села, що загинули в німецько-радянській війні
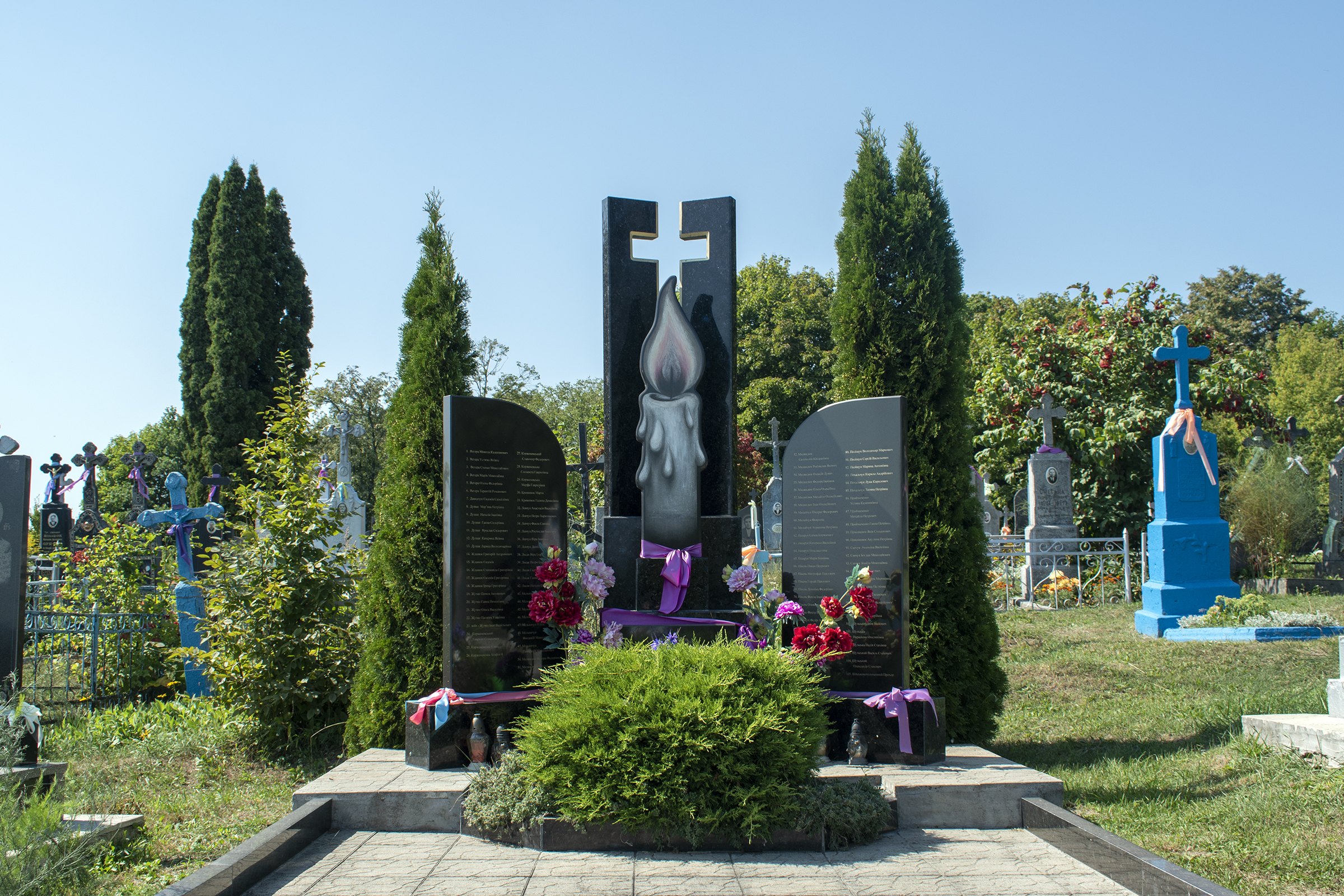
Пам'ятник загиблим у Другій світовій війні жителям с. Баїв